# Melody Gardot
Melody Joy Gardot (New Jersey, 1985. február 2. –) amerikai dzsessz- és bluesénekesnő.
Olyan művészek hatását itta magába, mint Judy Garland, Janis Joplin, Miles Davis, Duke Ellington, Stan Getz, George Gershwin, továbbá latinoknak, mint például Caetano Veloso. Grammy-díjra is volt jelölve.

## Pályakép
Művészcsaládba született, édesanyja fotós volt. Kilenc éves korában elkezdett zongorázni. Philadelphiában bárzongorista lett.
Tizennyolc éves korában biciklibalesetet szenvedett el. Egy szabálytalanul közlekedő autó elütötte. Fej-, gerinc- és medence-sérüléseket szenvedett. Fejsérülése gyógyulásában a zenélés is segítette. Zeneterápián, a kórházak és az egyetemek speciális terápiáin vett részt. A kezelés részeként a kórházban megtanult gitározni, dalokat kezdett írni. 2012-től nevével is támogat New Jerseyben egy zeneterápiás programot.
Újra meg kellett tanulnom látni és hallókészülék segítségével hallani. A testemet teljesen át kellett programozni. A gyógyulási folyamat középpontjában pedig a zeneterápia állt.
2006-ban a Worrisome Heart, 2009-ben a My One and Only Thrill, 2012-ben a The Absence című albuma arany-, illetve platinalemez lett.
Melody Gardot buddhista. Folyékonyan beszél franciául. Világpolgárnak vallja magát.

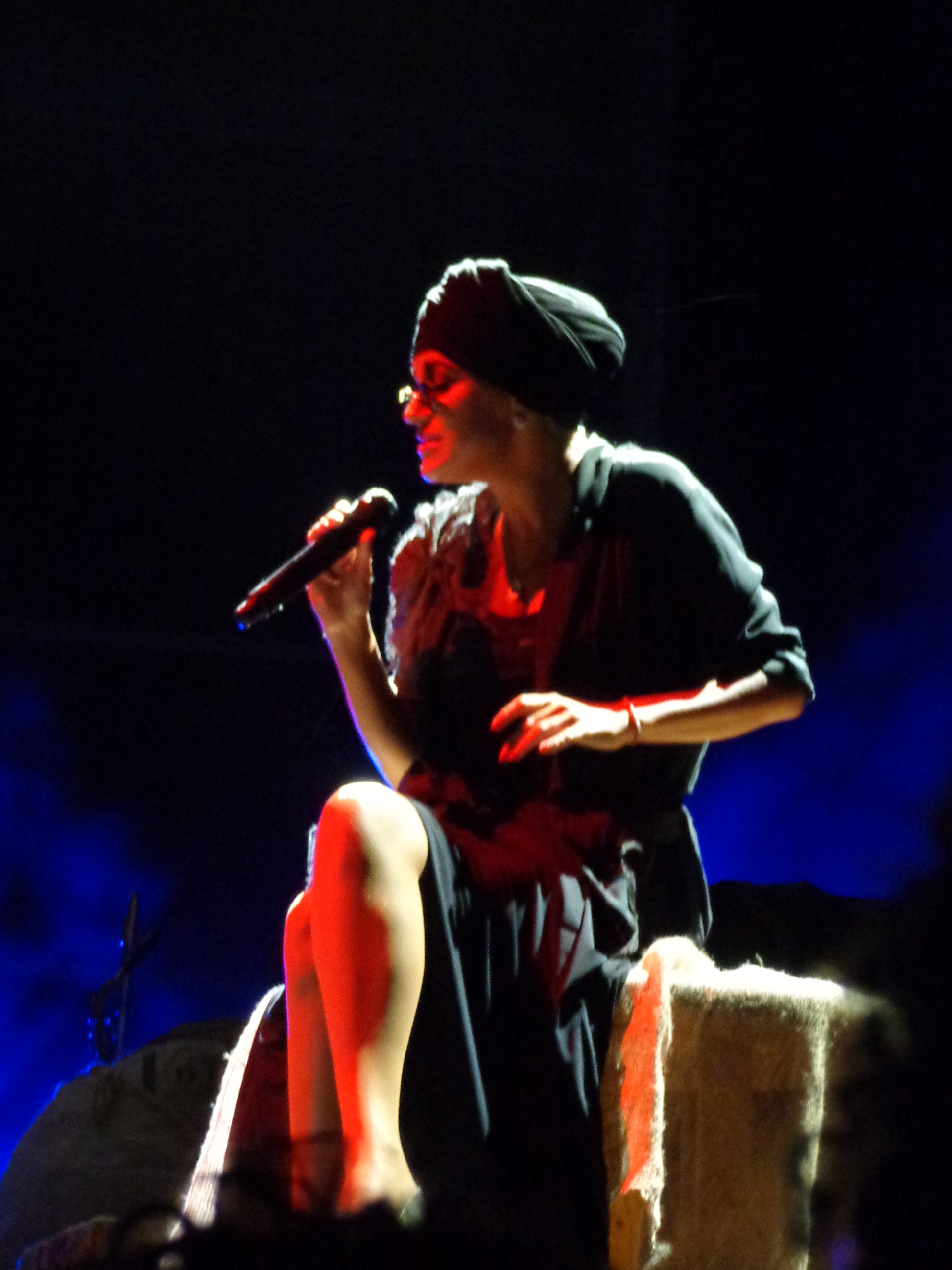
Music Festival, Portugália, 2012.

## Diszkográfia
- Some Lessons – The Bedroom Sessions (2005)
- Worrisome Heart (2008)
- My One and Only Thrill (2009)
- The Absence (2012)
- Currency of Man (2015)
- Live in Europe (koncertalbum, 2018)
- Sunset in the Blue (2021)